# Mercury Falling
Mercury Falling – piąty studyjny album Stinga. Płyta rozpoczyna się i kończy słowami: "mercury falling".
Album w Polsce osiągnął status złotej płyty.

## Lista utworów
1. The Hounds of Winter – 5:27
2. I Hung My Head – 4:40
3. Let Your Soul Be Your Pilot – 6:41
4. I Was Brought to My Senses – 5:48
5. You Still Touch Me – 3:46
6. I'm So Happy I Can't Stop Crying – 3:56
7. All Four Seasons – 4:28
8. Twenty Five to Midnight – 4:09 (utwór pominięty na płycie wydanej pierwotnie na rynku amerykańskim i kanadyjskim)[12]
9. La Belle Dame Sans Regrets – 5:17
10. Valparaiso – 5:27
11. Lithium Sunset – 2:38

## Skład
- Sting – wokal, gitara basowa
- Dominic Miller – gitara
- Branford Marsalis – saksofon
- Andrew Love – saksofon
- Gerry Richardson – organy Hammonda ( "Let Your Soul Be Your Pilot" )
- Tony Walters – wokal
- Lance Ellington – wokal
- Shirley Lewis – wokal
- East London Gospel Choir – wokal
- Kathryn Tickell  – dudy, fiddle
- Vinnie Colaiuta – perkusja
- B.J. Cole – elektryczna gitara hawajska
- Wayne Jackson – trąbka
- Kenny Kirkland – instrumenty klawiszowe

## Notowania
| Lista                 | Pozycja |
| --------------------- | ------- |
| Austria Top 40        | 1       |
| Stichting Mega Top 50 | 3       |
| EuroChart Hot 100     | 1       |
| Finnish Charts        | 1       |
| SNEP                  | 3       |
| Media Control Chart   | 2       |
| Classifica FIMI Album | 1       |
| Oricon                | 4       |
| VG-lista              | 4       |
| Sverigetopplistan     | 2       |
| Schweizer Hitparade   | 1       |
| UK Albums Chart       | 4       |
| Billboard 200         | 5       |

| "Let Your Soul Be Your Pilot"      | 86 | 15 |
| "You Still Touch Me"               | 60 | 27 |
| "I Was Brought to My Senses"       | –  | 31 |
| "I'm So Happy I Can't Stop Crying" | 94 | –  |